# 望月章男
望月 章男（もちづき ふみお、1980年1月19日 - ）は、日本の俳優。山梨県都留市生まれ。身長178cm。血液型はAB型。青年座研究所出身。ワイ・ケイ事務所所属。IQ148以上を有する者で結成される世界的高IQ集団MENSA会員。

## 出演

### 映画
- ワイルド・フラワーズ（2004年）
- この胸いっぱいの愛を（2005年）
- 親指さがし（2006年）
- THE 有頂天ホテル（2006年） - 記者3 役
- ザ・マジックアワー（2008年）
- 隠し砦の三悪人（2008年）
- クライマーズ・ハイ（2008年）
- トウキョウソナタ（2008年）
- 十三人の刺客（2010年）
- 最後の忠臣蔵（2010年）
- ステキな金縛り（2011年）
- 聯合艦隊司令長官 山本五十六（2011年） - 藤井茂政 役
- 一命（2011年）
- ユダ（2012年） - 三原 役
- 王様とボク（2012年）
- 大奥〜永遠〜［右衛門佐・綱吉篇］（2012年） - 小山内 役
- スープ〜生まれ変わりの物語〜（2012年）
- わが母の記（2012年）
- 夢売るふたり（2012年）
- 横道世之介（2013年）
- 清須会議（2013年） - 長束正家 役
- THE NEXT GENERATION ‐パトレイバー‐第1章（2014年） - 機動隊指揮官 役
- るろうに剣心 京都大火編（2014年） - 島田一郎 役
- 救いたい（2014年） - 宅間光彦 役
- 迷宮カフェ （2015年） - 警部補 役
- RED COW（2015年） - ダニエル 役
- おかあさんの木（2015年） - 吉岡中尉 役
- 日本のいちばん長い日（2015年） - 作戦部長 役
- スキャナー　記憶のカケラをよむ男（2016年） - 川野隼人 役
- 片思い世界（2025年） - 木幡啓史 役[3]

### テレビドラマ
- ルビコンの決断（テレビ東京 2009年）
- わが家の歴史（フジテレビ 2010年）
- 負けて、勝つ 〜戦後を創った男・吉田茂〜（NHK 2012年） - 麻生太賀吉 役
- リッチマン、プアウーマン #1（フジテレビ 2012年）
- 梅ちゃん先生 第14週・最終週（NHK「連続テレビ小説」 2012年） - 寺本 役
- 二丁目のホームズ（フジテレビTWO 2013年） - せいじ 役
- ビブリア古書堂の事件手帖 #9（フジテレビ 2013年） - 野上司 役
- 縁側刑事（TBS「月曜ゴールデン」 2013年） - 三島直樹 役
- ダブルス〜二人の刑事 #1（テレビ朝日 2013年） - 香川茂雄 役
- 最上のプロポーズ（BeeTV  2013年） - 村田俊介 役
- 大岡越前 #3（NHK BSプレミアム 2013年） - 喜之助 役
- 酔いどれ小籐次 #8（NHK BSプレミアム 2013年） - 九兵衛 役
- あまちゃん 第21週（NHK「連続テレビ小説」 2013年） - プロデューサー 役
- 半沢直樹（TBS 2013年） - 小川 役
- 鼠、江戸を疾る #1（NHK 2014年） - 田上三郎 役
- ロング・グッドバイ #4（NHK 2014年） - 佐々木 役
- BORDER 警視庁捜査一課殺人犯捜査第4係 #3（テレビ朝日 2014年） - 所轄刑事 役
- 若者たち2014 （フジテレビ 2014年） - 仲川孝光 役
- おやじの背中 #10「北別府さん、どうぞ」（TBS「日曜劇場」 2014年） - 医師 役
- 縁側刑事 弐（TBS「月曜ゴールデン」 2015年） - 三島直樹 役
- 死の臓器 #1（WOWOW 2015年） - 越水 役
- 撃てない警官（2015年） - 星川達也 役
- わたしを離さないで #8（TBS 2016年）
- カッコウの卵は誰のもの（WOWOW 2016年） - 貝塚浩一 役
- グッドパートナー 無敵の弁護士（テレビ朝日 2016年） - 森誠一 役
- せいせいするほど、愛してる #1（TBS 2016年）
- 沈まぬ太陽 #10（WOWOW 2016年）
- 嫌われ監察官 音無一六スペシャル（テレビ東京「水曜ミステリー9」 2017年） - 曽根崎修 役
- 小さな巨人（TBS 2017年） - 篠原良平 役
- パディントン発4時50分（テレビ朝日 2018年）- 富沢鋭一 役
- 特捜9 season6 #2 （テレビ朝日 2023年） - 浦井徹 役
- アンチヒーロー 第6話（2024年5月19日、TBS） - 田村浩紀 役[4]

### CM
- サッポロビール「お店と結婚記念日」篇 （2010年）
- エプソン「ドリーミオ」WEBムービー （2010年）
- マクドナルド「CHICKEN CRISP」 （2012年）
- 第一三共株式会社 （2013年）
- パナホーム「基本性能/未来の家族」篇 （2014年）
- SoftBank「まさか」篇 （2014年）